# Venustiano Carranza, Álamo Temapache
Venustiano Carranza är en ort i Mexiko.   Den ligger i kommunen Álamo Temapache och delstaten Veracruz, i den sydöstra delen av landet, 210 km nordost om huvudstaden Mexico City. Venustiano Carranza ligger 63 meter över havet och antalet invånare är 577.
Terrängen runt Venustiano Carranza är platt österut, men västerut är den kuperad. Runt Venustiano Carranza är det ganska tätbefolkat, med 78 invånare per kvadratkilometer. Närmaste större samhälle är Álamo, 11,0 km nordost om Venustiano Carranza. Trakten runt Venustiano Carranza består till största delen av jordbruksmark.